# Instrumentalmusik
Instrumentalmusik ist Musik, die im Gegensatz zur Vokalmusik hauptsächlich mit Musikinstrumenten ausgeführt wird.

## Klassische Instrumentalmusik

### Historische Entwicklung
Musik ohne Gesang wurde und wird oft gering geschätzt und ist zu allen Zeiten häufig Tanzmusik. In der klassischen Musik existiert im Unterschied dazu eine Instrumentalmusik, die nicht der Sprache oder der Körperbewegung untergeordnet ist. Eine solche Musik gibt es erklärtermaßen seit dem 19. Jahrhundert (siehe folgenden Abschnitt). Musikforscher haben versucht, ihren Ursprung deutlich früher anzusetzen. Ludwig Finscher etwa beschränkt seinen Artikel Instrumentalmusik im Musiklexikon Die Musik in Geschichte und Gegenwart auf das 13.–16. Jahrhundert.
Vokalmusik dominierte die Musik bis zur Barockmusik des ausgehenden 16. Jahrhunderts. Zwischen 1480 und 1580 löste sich allmählich der Instrumentalsatz vom Vokalsatz. Eine der Vokalmusik ebenbürtige Instrumentalmusik entstand in Venedig mit den Canzonen und Sonaten von Giovanni Gabrieli. Die entscheidende Wende in der Entstehung einer eigenständigen Instrumentalmusik erfolgte in der Canzone ab 1597. Seitdem kennzeichnete die Instrumentalmusik
- eine weitgehende Trennung zwischen Vokal- und Instrumentalteil,
- die Ausbildung einer idiomatischen Schreibweise unter Berücksichtigung instrumentenspezifischer Technik,
- die Verwendung der Klangfarbe als konstituierendes Element und
- die Ausprägung der Generalbasspraxis.

Der Begriff Concerto wird neben gemischt vokal-instrumentaler Musik ab etwa 1607 auch auf reine Instrumentalmusik angewandt. Instrumentalmusik befreite sich zunehmend vom Verdacht, leeres und nichtssagendes Geräusch zu sein, weil sie selbst als Sprache angesehen wurde.
Instrumentalmusik gab es in zwei Gattungen, nämlich selbständige Instrumentalsätze (Sonata und Canzona da sonar) und Instrumentalstücke mit nachfolgenden Vokalsätzen (Intrada, Symphonia, Ritornello). Im ausgehenden 16. Jahrhundert konnte sich die Instrumentalmusik von der Vokalmusik emanzipieren. Diese Emanzipation vollzog sich in Deutschland wesentlich später als in Italien.
Auch in Deutschland trug die Orgelmusik zum Vordringen der Instrumentalmusik bei. Das Instrumentalkonzert (Concerto grosso) wie die Brandenburgischen Konzerte von Bach (März 1721) war eine der wesentlichen Ausdrucksformen. Die Präludien und Fugen von Bach tendierten bereits zur Loslösung der Harmonik vom polyphonen Zusammenklang der Einzelstimmen. Die eigenständige Instrumentalmusik bewirkte ein Zurücktreten der Rohrblasinstrumente bei gleichzeitiger Betonung von Instrumenten mit modulationsfähigem, dynamischem und affektbetontem Klang sowie das Vordringen der Violinfamilie. Vor allem Beethovens Werk bot Anlass zur Diskussion darüber, ob seine Instrumentalmusik die Vokalmusik überwunden habe.
Ouvertüren stellen typische Instrumentalteile dar, die den folgenden Opern allerdings noch untergeordnet waren. Die Symphonie der Wiener Klassik bildet gewissermaßen den Gipfel der europäischen Orchestermusik und bleibt als historistische Gattung bis ins 20. Jahrhundert bestehen.

### Ästhetische Schriften
Im Laufe des 18. Jahrhunderts ergaben sich musikästhetische Diskussionen über die Bedeutung der Vokal- und der Instrumentalmusik. Französische (Jean-Baptiste Dubos) und deutsche (Johann Mattheson) Musikschriftsteller erklärten, dass neben der Vokalmusik auch die symphonische Instrumentalmusik beim Zuhörer bestimmte Affekte erregen könne. Die Auffassung, dass Vokalmusik den Vorrang über Instrumentalmusik besitze, blieb aber lange noch bestehen. In seinem Versuch einer Anweisung die Flöte traversiere zu spielen (1752) weist Johann Joachim Quantz der Vokalmusik einen höheren Stellenwert zu:

„Die Singmusik hat gewisse Vortheile, deren die Instrumentalmusik entbehren muß. Bey jener gereichen die Worte, und die Menschenstimme, den Componisten, sowohl in Ansehung der Erfindung, als der Ausnahme zum größten Vortheile.“

Die Instrumentalmusik drückte 1786 für den Lexikografen Johann Christoph Adelung „die von dem Komponisten zur Erregung angenehmer Empfindungen verbundenen Töne durch die unartikulierten Töne der Instrumente aus“. Für ihn wird Musik durch „gedoppelte Art“ ausgeführt, nämlich durch Gesang oder durch Instrumente, woraus die Vokal- und Instrumentalmusik entsprängen. Er war der Auffassung, dass unmusikalische Hörer bei Gesang noch zuhören, während sie Instrumentalmusik – wenn nicht unerträglich – doch höchst langweilig empfänden. Wilhelm Traugott Krug definierte sie 1827 als „einfache Tonkunst, welche mittels gewisser Tonwerkzeuge („instrumenta musices“) ausgeübt wird, weil man dabei nur unartikulierte Töne oder bloße Klänge vernimmt.“ Für ihn war Vokalmusik die „höhere Tonkunst“. Der Philologe Ferdinand Gotthelf Hand schrieb noch 1841: „Vokalmusik wird leichter und mithin allgemeiner verstanden als Instrumentalmusik, welche eine musikalische Abstraktion voraussetzt.“ Das Instrument trete an die Stelle der menschlichen Stimme, deren Verwendung von der Natur bedingt werde.
Die literarische Romantik wertete die Instrumentalmusik auf, weil sie die Unabhängigkeit von Gesangstexten als Freiheit verstand. Eduard Hanslick erklärte in seiner Schrift Vom musikalisch Schönen (1854), dass Musik aus „tönend bewegten Formen“ bestehe, was sie von sprachlichen Bedeutungen und vor übertriebenem Gefühlsausdruck befreie. Friedrich Nietzsche verstand unter Musik bereits in erster Linie Instrumentalmusik – die Loslösung der Musik von der Sprache. Er prägte 1874 den Begriff der „absoluten Instrumentalmusik“. Richard Wagner hielt dem provokativ entgegen, dass diese „quasi ein leeres Geklingel“ sei.

### Beispiele
Die Sinfonie seit dem späten 18. Jahrhundert sowie das Streichquartett sind in der klassischen Instrumentalmusik als Gattungen am höchsten angesehen.
Bis heute einem breiteren Publikum bekannte klassische Instrumentalwerke sind beispielsweise die 40. Sinfonie von Wolfgang Amadeus Mozart (komponiert im Juli 1788), die 5. Sinfonie von Ludwig von Beethoven (Uraufführung: 22. Dezember 1808), der Höllen-Cancan von Jacques Offenbach (21. Oktober 1858), das 1. Klavierkonzert in b-Moll op 23 von Pjotr Iljitsch Tschaikowski (25. Oktober 1875), Tanz der Stunden von Amilcare Ponchielli (8. April 1876; dritter Akt der Oper La Gioconda), die Nussknacker-Suite von Tschaikowski (18. Dezember 1892), Also sprach Zarathustra von Richard Strauss (27. November 1896), Hummelflug von Nikolai Andrejewitsch Rimski-Korsakow (3. November 1900), Boléro von Maurice Ravel (22. November 1928) oder der Säbeltanz von Aram Chatschaturjan (3. Dezember 1942). Viele dieser Werke wurden später als Paraphrase von Jazz- und Popmusik aufgegriffen.

## Jazz
Der Big-Band-Jazz verstand sich von Beginn an überwiegend als rein instrumentale Musik, während zugleich der Vocal Jazz einen bedeutenden Teil der Jazzmusik ausmachte und Jazz-Vokalisten wie Louis Armstrong, Ella Fitzgerald, Billie Holiday oder Frank Sinatra hervorbrachte. Sie tourten mit Swing-Bands, welche auch eigenständig als Instrumentalbands auftraten. Der Vocal Jazz war jedoch zu keiner Zeit gegenüber dem Instrumentaljazz privilegiert. Für Billboard ist Jazz „eines der großen Instrumentalgenres“, viele Jazzstandards gehören zu den Instrumentalaufnahmen. Durch Soli eines Instruments oder mehrerer Instrumente hintereinander brachte der instrumentale Jazz eine eigene Spannung in die Musik ein und verzichtete auf Vokalbeiträge.
Einer der ersten Instrumentalhits des Jazz war der El Capitan March von der Sousa’s Band (aufgenommen bis 30. April 1896). Die erste Jazzmusik-Aufnahme stammt von der Original Dixieland Jass Band, deren erste Instrumentalaufnahmen Livery Stable Blues / Dixie Jass Band One Step am 26. Februar 1917 in New York City mit Nick LaRocca (Kornett), Eddie Edwards (Posaune), Larry Shields (Klarinette), Henry Ragas (Piano) und Tony Spargo (Schlagzeug) entstanden. Die Victor-Tonstudios in Manhattan waren erst Wochen zuvor eröffnet worden. Der Ausdruck „jass“ hatte zu jener Zeit noch vulgäre, sexuelle Untertöne. Die Single erreichte Rang 4 der US-Charts. Die Instrumentalband entwickelte sich mit ihrem stark synkopierten und wilden Sound zu der kommerziellsten Band jener Zeit und hatte mit dem Tiger Rag / Skeleton Jangle (aufgenommen am 25. März 1918) für zwei Wochen einen Nummer-eins-Hit. Sie brachte bis 1923 insgesamt 14 Instrumentalhits in die Charts.
Erster kommerzieller Instrumentalhit war Dardanella von Ben Selvin aus dem Jahr 1919, der einen Gesamtumsatz von 6,5 Millionen Platten erzielte. Zu den erfolgreichen Instrumentalbands gehörte Paul Whiteman, dessen Whispering (1920) elf Wochen Nummer-eins-Hit war und zwei Millionen Exemplare verkaufte. Irving Mills Stardust (1929, Rang 20) mit dem Komponisten Hoagy Carmichael am Piano gehört zu den Jazzklassikern, Duke Ellingtons Cocktails for Two (1934) verewigte sich mit fünf Wochen auf Platz eins in der Liste klassischer Jazzhits. Count Basies erster Hitparadenerfolg war der Evergreen One O’Clock Jump (1937), Benny Goodmans erfolgreichstes Instrumentalstück Don’t Be That Way (1938) belegte für fünf Wochen den ersten Rang. Glen Millers Instrumentalhit In the Mood (1939), dessen Original ein Vokalsong war, blieb für zwölf Wochen auf dem ersten Platz der US-Charts und avancierte zum Millionenseller. Artie Shaws Frenesi (1940) verkaufte drei Millionen Exemplare und blieb mit 13 Wochen in den USA am längsten von allen Jazz-Instrumentalaufnahmen auf Platz 
eins. 
Dave Brubecks Take Five (1959) erreichte nach Veröffentlichung im August 1961 Rang sechs in Großbritannien. Mongo Santamaría präsentierte seine Version der Herbie-Hancock-Komposition Watermelon Man (1963), Hancock selbst veröffentlichte ein Jahr danach sein Cantaloupe Island (LP Empyrean Isles); Us3 präsentierte 1993 eine Rap-Version mit einem Sample aus Passagen des Originals. Eine Sonderstellung nahm das Ramsey Lewis Trio ein, dessen instrumentale Jazzfassungen von Pop-Hits in den USA sehr erfolgreich waren. Sein größter Hit The ‚In‘ Crowd gelangte im August 1965 bis auf Rang 5 der US-Pop-Hitparade.
Auch der Trad Jazz konnte mit seinen Instrumentalaufnahmen erste Erfolge in den Pop-Hitparaden feiern. Chris Barbers Coverversion von Petite fleur (1955), Acker Bilk mit Stranger on the Shore (1960) oder Kenny Ball mit dem Cover Midnight in Moscow (1961; irrtümlich als „Traditional“ bezeichnet) platzierten sich unter den Top 3 der britischen Popcharts. Die Trad-Jazz-Welle kam in Großbritannien zu einer Zeit auf, als sich auch Instrumentalstücke der Popmusik erfolgreich in den Hitparaden platzieren konnten.

## Instrumental in der Popmusik
Anders als im Jazz sind Pop-Instrumentals seltener vertreten, Vokalmusik steht hier im Vordergrund. Im Pop ist Instrumentalmusik (als Instrumentallied) anders strukturiert, denn sie erfordert meist eine durchgehende Melodieführung, die bei Vokalmusik vom Gesang übernommen wird und dabei die Instrumente oft in den Hintergrund treten lässt. Hier gibt es ein textmusikalisches Verhältnis, bei dem die Instrumentalmusik höchstens punktuell die Oberhand gewinnt.
Für die Radiomusik von etwa 1930 bis 1970 wurde die populäre Vokalmusik instrumental arrangiert und von eigenen Rundfunkorchestern eingespielt, woraus die sogenannte Gehobene Unterhaltungsmusik entstanden ist. In dieser Zeit sind manche ursprünglich instrumentale Musiktitel in die Hitparaden gelangt, wie etwa Sleigh Ride von Leroy Anderson.

### Frühphase
Früher überwogen instrumentale Coverversionen von Vokalaufnahmen. Insbesondere traf dies auch auf einige Instrumentalstücke zu, die in kurzer Folge zwischen 1954 und 1956 in den USA große kommerzielle Erfolge erzielen konnten. Das galt auch für Eddie Calvert, der aus dem ursprünglichen Vokalhit Oh, mein Papa (Dezember 1953) einen der großen Instrumentalhits der frühen fünfziger Jahre machte. Mit drei Millionen verkaufter Singles und 9 Wochen auf Platz eins war es die bis dahin erfolgreichste Instrumentalplatte in Großbritannien. Billy Vaughn folgte mit seinem Millionenseller Melody of Love (November 1954), und Pérez Prado mit dem Millionenseller Cherry Pink and Apple Blossom White (März 1955), Roger Williams brachte Autumn Leaves im August 1955 heraus und verkaufte zwei Millionen Platten, Nelson Riddle machte Lisbon Antigua (Dezember 1955) zum Nummer-eins-Hit für vier Wochen und zum Millionenhit, und Les Baxter belegte mit Poor People of Paris (Februar 1956) für acht Wochen Rang eins und verkaufte hiervon eine Million Schallplatten.
Pop-Instrumentals präsentieren meist – wie im Jazz – mindestens ein Instrument im Mittelteil als Solo-Instrument, wobei die Gitarre überwiegt. Bedeutende Titel mit Gitarren-Soli sind Rebel-’Rouser (Duane Eddy; März 1958), Apache (The Shadows, Juni 1960) oder Walk Don’t Run (Ventures, August 1960). Einige Instrumental-Hits mit melodieführender Orgel (Bill Doggetts Honky Tonk, Juni 1956; Dave Cortez in The Happy Organ, Februar 1959; The Tornados’ Telstar, Juli 1962, mit sieben Millionen verkauften Platten der bis dahin erfolgreichste Instrumentalhit und Booker T. & the M.G.’s Green Onions, August 1962) bewogen Billboard zu der Ansicht, dass der Durchbruch der Hammond-Orgel in der Popmusik auf deren Erfolg im Jazz zurückzuführen sei.
Billboard lobte das deutsche Plattenlabel Teldec voreilig als Deutschlands bedeutendsten Instrumentalhitlieferanten, nachdem Billy Vaughn in Deutschland eine Million von Wheels und Bob Moore hier mit Mexico 300.000 Exemplare verkaufen konnten. Auch das Saxophon stand bei einigen Instrumentals im Vordergrund (The Champs: Tequila, Februar 1958; Mar-Keys: Last Night, Juli 1961). Sogar Schlagzeug-Soli kamen zu Erfolgen (Cozy Cole: Topsy II, August 1958; Sandy Nelson: Teen Beat, September 1959); beide Musiker waren Jazz-Schlagzeuger. Ungewöhnlichstes Instrument eines Instrumentalhits war die Zither bei The Third Man Theme von Anton Karas, das mit vier Millionen verkauften Exemplaren zu den meistverkauften Instrumentals aller Zeiten gehört (Dezember 1949). Al Hirt brachte mit Java ein Trompetensolo heraus (Dezember 1963).

### Instrumentalgruppen
Reine Instrumentalgruppen favorisierten als Besetzung häufig zwei Gitarren, Bass und Schlagzeug. Instrumental-Hits feierten zwischen 1960 und 1965 in Großbritannien große kommerzielle Erfolge, als hier gleichzeitig auch der Trad Jazz populär war. Die Shadows brachten es zwischen 1960 und 1965 auf 12 Top-10-Notierungen, Jet Harris & Tony Meehan gelangen drei Hits. Außerdem schafften einige ausländische Instrumentals wie Tokyo Melody (Helmut Zacharias, Oktober 1964), A Walk in the Black Forest (Horst Jankowski, Juli 1965), Zorba’s Dance (Marcello Minerbi, August 1965) oder Il Silenzio (Nini Rosso, September 1965) den Sprung in die britischen Top 5. Teilweise stellten sich Instrumentalhits als Zufallsprodukte heraus (Soundtracks: Percy Faith mit Theme From A Summer Place, Januar 1960; Ferrante & Teichers Theme From Exodus, Juli 1961; Hugo Montenegros The Good the Bad And the Ugly, September 1968).
In den einzelnen Genres gab es nur wenige reine Instrumentalgruppen.
- Rock & Roll: Johnny & the Hurricanes mit ihrem Millionenseller Red River Rock,[34] Duane Eddy, Bill Justis;
- Pop: The Shadows, Ventures, The Tornados;
- Surfmusik: Dick Dale, The Surfaris;
- Soul: Booker T. & the M.G.’s, The Mar-Keys;
- Funk: The Meters;
- Mariachi: Herb Alpert & the Tijuana Brass;
- Symphonic Rock: Ekseption, The Nice
- Easy Listening (deutsche Tanzmusik und Tanzorchester): Adalbert Luczkowski, Bert Kämpfert, James Last.

Während die Gitarre bei Bill Justis Raunchy (November 1957) nicht als Melodieinstrument fungierte, änderte sich dies bei Duane Eddys markantem Gitarrensound mit Staccato-Riffs auf den Bass-Saiten, der zwischen 1958 und 1963 die Hitparaden bevölkerte. Die Ventures mit ihren Fender-Gitarren (Fender Stratocaster, Fender Jazzmaster und Fender Precision Bass) hatten vor allem mit ihren Instrumentalcovers von Vokalhits dort Erfolg, wo die englische Sprache eine Barriere darstellte, so etwa in Japan. Ekseption übernahm in Form der Paraphrase bekannte klassische instrumentale Musikwerke und arrangierte sie in Rockmusik neu. Sie erschloss damit ihrem Rock- und Pop-Publikum die Klassik. In Deutschland setzten sich insbesondere nach dem Zweiten Weltkrieg Tanzorchester durch, die bekannte Schlagerhits in Form von Instrumentalmusik coverten und im Radio spielten.

### Vokalgruppen
Viele Beatbands stellten mit Instrumentalaufnahmen ihre Instrumentenbeherrschung unter Beweis, platzierten diese jedoch als B-Seiten oder Albumfüller: The Beatles (Cry for a Shadow; Juni 1961 als Parodie auf die Shadows), The Rolling Stones (2120 South Michigan Avenue, Oktober 1964 für die BBC), Small Faces (Grow Your Own, Januar 1966; Plum Nellie, Juni 1967) oder The Dave Clark Five (Five by Five, Juni 1970). Das Instrumental Albatross von Fleetwood Mac (Dezember 1968) entwickelte sich zu einem kommerziellen Erfolg.

### Instrumental-Hits
Aufbauend auf Joel Whitburns Hitparaden-Statistiken können die am längsten an Rang eins verweilenden Instrumentals im Zeitraum zwischen 1940 und 1987 herausgefiltert werden, woraus die 100 besten Instrumentaltitel aller Zeiten resultieren:
1. Artie Shaw: Frenesi (1940; 13 Wochen)
2. Glenn Miller: In the Mood (1940; 12 Wochen)
3. Anton Karas: The Third Man Theme (1950; 11 Wochen)
4. Guy Lombardo: The Third Man Theme (1950; 11 Wochen)
5. Peres Prado: Cherry Pink and Apple Blossom White (1955; 10 Wochen)
6. Glenn Miller: Moonlight Cocktail (1942; 10 Wochen)
7. Percy Faith: Theme From a Summer Place (1960; 9 Wochen)
8. Glenn Miller: Tuxedo Junction (1940; 9 Wochen)
9. The Harmony Cats: Peg o’ My Heart (1947; 8 Wochen)
10. Freddy Martin: Piano Concerto in B Flat (1941; 8 Wochen)

Freddy Martin adaptierte bei seinem Hit Tschaikowskis 1. Klavierkonzert in b-Moll; Van Cliburns LP-Fassung vom August 1958 blieb 7 Wochen an Rang 1 und 297 Wochen in den LP-Charts und verkaufte über 1 Million; sie galt damit als die erste Klassik-LP mit diesem Umsatz. Insgesamt wurden zwischen 1940 und 1987 über 1000 Instrumentals identifiziert, von denen lediglich 45 den Status eines Nummer-eins-Hits erreichten. In den 1940er Jahren gelangten dieser Chartanalyse zufolge 19 Instrumentals in die Charts, die 1950er Jahre brachten es auf 28, die 1960er Jahre halten den Rekord mit 31, die 1970er Jahre brachten lediglich 18, die 1980er Jahre nur noch 4 Instrumentals hervor.
Instrumental-Hits gehörten bis zum Ende der 1950er Jahre noch zu den Novelty-Hits wie Martin Denny, der mit Quiet Village (April 1959) Millionensellerstatus erreichte, Santo & Johnny mit dem langsamen Sleep Walk (Juli 1959) oder Wonderland by Night von Bert Kämpfert (November 1960; 2 Millionen Umsatz). In den frühen 1960er Jahren gehörten Instrumentalaufnahmen zum Hitparadenbild, wenngleich sie ihren Raritätenstatus behielten.
Dominierende Tanzrhythmen oder eingängige Melodien charakterisierten später die Hits Classical Gas (Mason Williams orchestrales Stück mit akustischer Gitarre; August 1968), Groovin‘ With Mr. Bloe (Mr. Bloe; mit melodieführender Mundharmonika; Mai 1970), Amazing Grace (The Pipes and Drums and Military Band of the Royal Scots Dragoon Guards mit Dudelsack; März 1972; 2 Millionen Umsatz), Popcorn (Hot Butter mit Staccato auf dem Moog-Synthesizer; Juli 1972), Mouldy Old Dough (Lieutenant Pigeon; September 1972 mit 2 Millionen Umsatz), Also sprach Zarathustra (Deodato; März 1973), Eye Level (Simon Park Orchestra; September 1973), Love’s Theme (The Love Unlimited Orchestra; November 1973), Dan the Banjo Man (Dan the Banjo Man; November 1973, Rang 1 in Deutschland), Pick up the Pieces (Average White Band; Dezember 1974), The Hustle (Van McCoy; April 1975), Verde und Le rêve (Ricky King; 1976), Magic Fly (Space; August 1977), Oxygene (Jean Michel Jarre; August 1977), Ballade pour Adeline (Richard Clayderman; 1977), Chi Mai (Ennio Morricone; 900.000 Umsatz alleine in Frankreich, April 1981), Axel F (Harold Faltermeyer; Januar 1985), Miami Vice Theme (Jan Hammer, August 1985) oder Peter Gunn (The Art of Noise feat. Duane Eddy, März 1986).
Seit den 1990er Jahren haben Instrumentalaufnahmen weiter an Bedeutung verloren. Nur wenigen gelang noch der Sprung in die Hitparaden, so etwa Cryin‘ (Joe Satriani; Juli 1992), Cruisin'  (Booker T. & the MG’s; Mai 1994), Mission: Impossible (Adam Clayton & Larry Mullen; Mai 1996), El Farol (Santana; Juni 1999), Auld Lang Syne (B. B. King; November 2001), Guitar Connection (Jean Pierre Danel; Juli 2006) oder Mornin‘ (George Benson & Al Jarreau; Oktober 2006). Seit den 2000ern gelang insbesondere Trance-Musikern regelmäßig mit Instrumentalmusik der Einstieg in die Charts. Dazu gehören Künstler wie Armin van Buuren, Tiësto oder Paul van Dyk.

## Wirtschaftliche Bedeutung
Der Bundesverband Musikindustrie teilt Verkaufszahlen in 12 Repertoirekategorien ein. Er unterscheidet die Bereiche Pop International, Rock, Klassik, Schlager, Pop Deutsch, Volksmusik, Dance, Hip-Hop, Jazz, Kinderprodukte, Hörbücher und „Sonstige“. Innerhalb der letzteren Sammelkategorie gibt es Soundtrack/Filmmusik, Country/Folk, Instrumentalmusik, Weihnachtsmusik, Comedy, Musical und Sonstige. Die Unterordnung der Instrumentalmusik im Rock- und Popbereich in die Sammelkategorie „Sonstige“ beweist die Nischenfunktion der Instrumentalmusik aus kommerzieller Sicht. Das kommt auch in der Hörer-Rezeption zum Ausdruck. Auf die Frage „Was ist Pop-Musik?“ antworteten im Jahre 1975 knapp 45 % der befragten US-Studenten mit Rock & Roll, 17 % mit Folk/Folk-Rock, 15 % mit R & B/Soul, nur 3 % nannten Jazz und Instrumentals. Im Pop sind Instrumentals selten; nur etwa 1 % aller veröffentlichten Titel entfallen in westlichen Ländern auf Instrumentalmusik. Da es an (nachsingbaren) Texten fehlt, ist die Instrumentalmusik auf gängige Melodien (Ohrwurm), markante Instrumentation oder auffällige Rhythmik angewiesen. Für Hintergrundmusik in Kaufhäusern und Restaurants wird Instrumentalmusik bevorzugt, da sie die Aufmerksamkeit des Käufers und des Kunden weniger auf sich zieht als Vokalmusik.
Instrumentalmusik wird bei den Grammy Awards berücksichtigt. Die Grammy-Kategorie „Grammy Award for Best Pop Instrumental Performance“ (1969–2011 vergeben) wird seit 2012 innerhalb der Kategorien Grammy Award for Best Pop Solo Performance oder Grammy Award for Best Pop Duo/Group Performance vergeben. Der Grammy Award for Best Pop Instrumental Album zeichnet seit 2001 Instrumentalmusik-Alben aus. Die Kategorie „Best instrumental composition“ bezieht sich auch auf Vokalaufnahmen, bei denen die Komposition und/oder deren Arrangement im Vordergrund steht. Im Jazz gibt es die Kategorie Grammy Award for Best Jazz Instrumental Album.